# Żygląd
Żygląd (niem. Zeigland) – wieś w Polsce położona w województwie kujawsko-pomorskim, w powiecie chełmińskim, w gminie Papowo Biskupie. Żygląd zajmuje powierzchnię 578,25 hektarów. W 2013 roku w Żyglądzie działało 14 podmiotów gospodarczych.

## Historia

### Średniowiecze
Już w okresie wczesnego średniowiecza powstał tutaj mazowiecki gród, zbudowany na bazie stożka liczącego około 50 metrów średnicy, z majdanem około 12 metrów. Ślady grodu znajdują się do dzisiaj.
Pierwsza wzmianka w źródle pisanym o miejscowości pochodzi z roku 1423. Wieś wtedy występowała pod nazwami: Segenande (1423-24), Zygland (1570), Ygląd, Zeigland. W średniowieczu była to własność rycerska w granicach komturstwa starogrodzkiego. W latach 1423–1424 rycerze Alger, Albrechti Ebirke posiadali w Żyglądzie po 16 łanów ziemi. Byli oni zobowiązani do służby w zbroi lekkiej. Właścicielami ziem w Żyglądzie byli: Jan Trzebski (1570), Piotr Żyglęcki, Paweł Szachocki, Anna Wolska, Ludwik Skalski (1667), Michał Orłowski, Franciszek Bajerski, Kazimierz Pląskowski (1771), Zalewski (1785).

### Okres zaborów
Pierwszy spis ludności pochodzi z roku 1773. Wieś wtedy liczyła 80 mieszkańców (wśród nich m.in. Kazimierz Pląskowski, woźnica Jan Sławiński, chłopi: Batlewski, Urban Ratkowski, Michał Jasiński, ogrodnicy: Jakub Grzempski, Adam Tullusz, młynarz Szczepan Daszkowski, karczmarz Florian Krupecki, owczarz Jacek Michalski).
W 1885 roku Żygląd zajmował powierzchnię 581 hektarów. Wieś liczyła 42 budynki mieszkalne, zamieszkane przez 230 mieszkańców (w tym 161 katolików).

### Czasy współczesne
W 1992 roku podłączono 54 gospodarstwa do gminnego wodociągu wiejskiego. Pod wodociąg podłączono 54 gospodarstwa (w Dubielnie o długości 3,6 km 13 gospodarstw oraz 41 gospodarstw w Jeleńcu). W 2000 roku rozpoczęto remont dróg w miejscowości. W 2004 roku wybudowano kanalizację sanitarną w miejscowości. Dalsza rozbudowa kanalizacji odbywa się w latach 2006-2007. W 2006 wybudowano drogę Żygląd-Papowo Biskupie, Żygląd-Jeleniec. W 2009 roku wyremontowano świetlię wiejską.
W latach 1975–1998 miejscowość administracyjnie należała do województwa toruńskiego.

## Zabytki
Według rejestru zabytków NID na listę zabytków wpisany jest cielętnik (budynek gospodarczy) w zespole dworskim, z końca XIX w., nr rej.: 571 z 27.11.1987.